# USS Hayter (DE-212)
«Гейтер» (англ. USS Hayter (DE-212) — військовий корабель, ескортний міноносець класу «Баклі» військово-морських сил США за часів Другої світової війни.
«Гейтер» був закладений 11 серпня 1943 року на верфі Charleston Naval Shipyard у Норт-Чарлстоні, де 11 листопада 1943 року корабель був спущений на воду. 16 березня 1944 року він увійшов до складу ВМС США.
Ескортний міноносець «Гейтер» брав участь у бойових діях на морі в Другій світовій війні, супроводжував транспортні конвої союзників в Атлантиці. За час війни брав участь у затопленні у взаємодії з іншими протичовновими кораблями німецького підводного човна U-248.
За бойові заслуги, проявлену мужність та стійкість екіпажу в боях «Гейтер» удостоєний бойової зірки, нашивки за участь у бойових діях, медалей «За Європейсько-Африкансько-Близькосхідну», «За Американську кампанії» і Перемоги у Другій світовій війні.

## Історія служби
16 січня 1945 у Північній Атлантиці північніше Азорських островів американські ескортні міноносці «Гейтер», «Оттер», «Варіан» та «Габбард» виявили німецький підводний човен U-248. Унаслідок проведеної глибинними бомбами атаки американських есмінців ворожий човен був затоплений разом з усіма 47 членами екіпажу.